# Alsodes australis
Az Alsodes australis a kétéltűek (Amphibia) osztályának békák (Anura) rendjébe és az Alsodidae családba tartozó faj.

## Előfordulása
Az Alsodes australis Argentína nyugati országrészében és Chile keleti részén, az Aysén régió honos. Természetes élőhelye a déli félteke nothofagus erdeinek hideg hegyi forrásai. A fajra potenciális veszélyt jelentenek a betelepített ragadozó lazacfélék, bár populációjának természetvédelmi státuszáról kevés adat áll rendelkezésre.